# Dinumma
Dinumma é um gênero de traça pertencente à família Arctiidae.